# Akrom Yusupov
Akrom Mamatovich Yusupov (Акрам Мамедович Юсупов) (* 1. Mai 1905 in Quva, Russisches Kaiserreich; † 26. November 1975 in Taschkent) war ein usbekisch-sowjetischer Zirkusartist und Clown.

## Leben
Akrom Yusupov wurde 1905 in eine Bäckerfamilie mit neun Kindern geboren. Ab dem  Alter von acht Jahren arbeitete er als Assistent seines Onkels, des Dorvoz (Seiltänzer) Hatam Mamadaliev, der eines Tages aus großer Höhe stürzte und zu Tode kam.
Vor der Revolution von 1917 war eine Schulausbildung für Akrom Yusupov nicht erreichbar. Erst nachdem die Sowjetmacht in Zentralasien herrschte, bekam er die Möglichkeit, eine Schule zu besuchen. Ab seinem 14. Lebensjahr arbeitete Yusupov in einer Truppe von Volkszirkusartisten. In den Jahren 1920 bis 1930 trat er mit Comedy-Akrobatik, Reckübungen und als Zirkusreiter auf. Ab 1942 war er Mitglied der usbekischen Zirkusgruppe Tashkenbaevs und wurde als Clown weithin bekannt.
Yusupov verkörperte einen modernen Nasreddin und zeigte im Bild dieses fröhlichen und witzigen Helden sein komisches Talent. Er wirkte in den Filmen „IS-421“, „Certified Donkey“, „Geld oder Weisheit“, „Student“, „The Barber“, „Inspection“, „Boxing“, „Smart Creature“ mit und spielte in Zirkuspantomimen wie „The Mysterious Crystal“, „Acrom“, „Bad Khan“ und „Rabbit“. Seit den 1970er Jahren arbeitete er mit dem Kreativteam „Circus on Stage“ in Taschkent.
Akrom Yusupov starb am 26. November 1975 und wurde auf dem Minor-Friedhof in Taschkent beigesetzt.

## Ehrungen
- Volkskünstler der Usbekischen SSR
- Ehrenzeichen der Sowjetunion